# Telekinese (Film)
Telekinese (Originaltitel: Yeomnyeok; intl. Titel: Psychokinesis) ist ein Superheldenfilm des südkoreanischen Regisseurs Yeon Sang-ho aus dem Jahr 2018. Der Film wurde am 31. Januar 2018 in den südkoreanischen Kinos veröffentlicht und am 25. April international auf Netflix.

## Handlung
Ru-mi leitet erfolgreich ein Restaurant mit Unterstützung ihrer Mutter. Allerdings sind großflächige Restrukturierungsmaßnahmen des Stadtgebiets, in dem sich auch das Restaurant befindet, geplant. Dort soll ein Einkaufszentrum für chinesische Touristen gebaut werden. Die Anwohner und Besitzer verbarrikadieren sich und kämpfen gegen ihre Enteignung. Denn das Bauunternehmen Taesan lehnt eine angemessene Entschädigung ab. Als eines Tages ein Mob die Protestierenden einschüchtern soll, kommt es zu einem Unfall, bei dem Ru-mis Mutter stirbt.
Zu ihrem Vater, der sie im Alter von 10 Jahren verließ, hat Ru-mi ein schlechtes Verhältnis. Ihr Vater arbeitet als Wachmann für eine Bankfiliale. Eines Tages erhält er beim Wandern telekinetische Superkräfte, nachdem er von Bergwasser trinkt, in dessen Nähe ein Meteor eingeschlagen ist. Anfangs verspürt er Bauchschmerzen und denkt, das Quellwasser sei nicht genießbar. Am Abend geht er aus und  erleidet dabei einen heftigen Anfall starker Bauchschmerzen bei dem sich, von ihm zunächst unbemerkt, erstmals seine telekinetischen Fähigkeiten zeigen: er zerknüllt einen Pappbecher, ohne ihn zu berühren, Gegenstände unter seinem Tisch beginnen zu schweben, und alle Stühle und Tische um ihn herum fallen um. Nachdem er vom Inhaber des Ladens, vor dem er sitzt, als Trinker beschimpft und weggeschickt wird, bemerkt er zuhause das erste Mal bewusst seine Fähigkeiten. Sein Feuerzug liegt weit von ihm entfernt, doch er muss lediglich in die Richtung greifen, damit es von alleine zu ihm fliegt. Plötzlich ruft Ru-mi an und informiert ihn über den Tod ihrer Mutter. Bei der Trauerfeier sehen sich Ru-mi und ihr Vater das erste Mal seit Jahren wieder. Doch die Trauerfeier wird vom Mob des Bauunternehmens gestört. Die Männer bieten Ru-mi Geld, damit es nicht zur Gerichtsverhandlung kommt. Doch Ru-mi will nur, dass sie verschwinden.
Bei dieser Gelegenheit lernt Ru-mis Vater ihren Anwalt, Kim Jeong-hyeon, kennen. Dieser klärt Herrn Shin über die Situation auf, in der sich Ru-mi befindet. Der Vater hat zunächst wenig Verständnis für Ru-mi und ihren Kampfesgeist, da sie nicht gewinnen könne. Er selbst plant derweil, seine Fähigkeit als Zauberer zu nutzen und reich zu werden. Später bekommt er mit, wie der Mob erneut Ru-mis Viertel attackiert. Er nutzt seine Fähigkeiten, um Ru-mi zu beschützen. Mr. Min von Taesangs Gangster-Mob bekommt derweil Ärger von der Direktorin des Unternehmens. Sie ist unzufrieden, dass die Demonstranten immer noch nicht aus dem Weg geräumt sind. Damit der Gerichtsverhandlung nichts mehr im Weg steht, soll ein Unternehmensmitarbeiter in Geldnot den Mord an Ru-mis Mutter gestehen. Und um die Räumung durchführen zu können, soll Ru-mis Vater weggelockt werden. Die Polizei will ihn für angeblichen Diebstahl am Arbeitsplatz verhaften. Er lässt sich abführen, doch währenddessen wird eine großangelegte Räumung durchgeführt. Als Herr Shin davon erfährt, macht er sich auf den Weg zurück. Er kann zwar alle Beteiligten retten, doch das Viertel wird komplett zerstört.
Am Ende des Films fahren Herr Shin und Anwalt Kim an der Stelle von Ru-mis ehemaligem Restaurant vorbei. Doch dort existiert nun nur eine leere Fläche, denn der Bau hat immer noch nicht begonnen. Aufgrund interner Korruption hat es Probleme gegeben. Das Gebiet konnte so zwar nicht gerettet werden, doch Ru-mi hat ein neues Restaurant und eine gute Beziehung zu ihrem Vater.

## Rezeption
Telekinesis hatte in Südkorea knapp eine Million Kinobesucher. Nach Shim Sun-ah von Yonhap vereine Regisseur Yeon Sang-ho übernatürliche Geschichten mit sozialkritischer Komponente, und Telekinese sei in diesem Sinne einer seiner besten Filme. Die Handlung erinnere an das Yongsan-Disaster von Januar 2009, als 30 Anwohner einer Neuentwicklungszone ein Gebäude für eine Sitzblockade besetzten. Als die Polizei das Gebäude räumen wollte, brach ein Feuer aus, worin sechs Personen starben. Weiterhin kritisiere der Film südkoreanische Medien, indem Yeon während einer Nachrichtensendung einen Waffenexperten sagen lässt, Nordkorea sei verantwortlich für die neue, menschliche Waffe. Eric Ortiz Garcia von ScreenAnarchy stimmt mit der Sozialkritik als charakteristische Eigenschaft in Yeons Filmen überein. Telekinese sei kein typischer Superheldenfilm, sondern folge einem Vater, der versuche, die Beziehung zu seiner Tochter zu verbessern, der Humor und relevante Gesellschaftsthemen verbinde. David Ehrlich von IndieWire gibt dem Film eine mittelmäßige Wertung. Es sei ein erfrischender Superheldenfilm, in dem es nicht darum ginge, die Welt zu retten. Weiterhin sei die Beziehung zwischen Ru-mi und ihrem Vater „herzerwärmend“. Der Film sei aber auch nicht mehr als das.